# Церква святого Сікста (П'яченца)

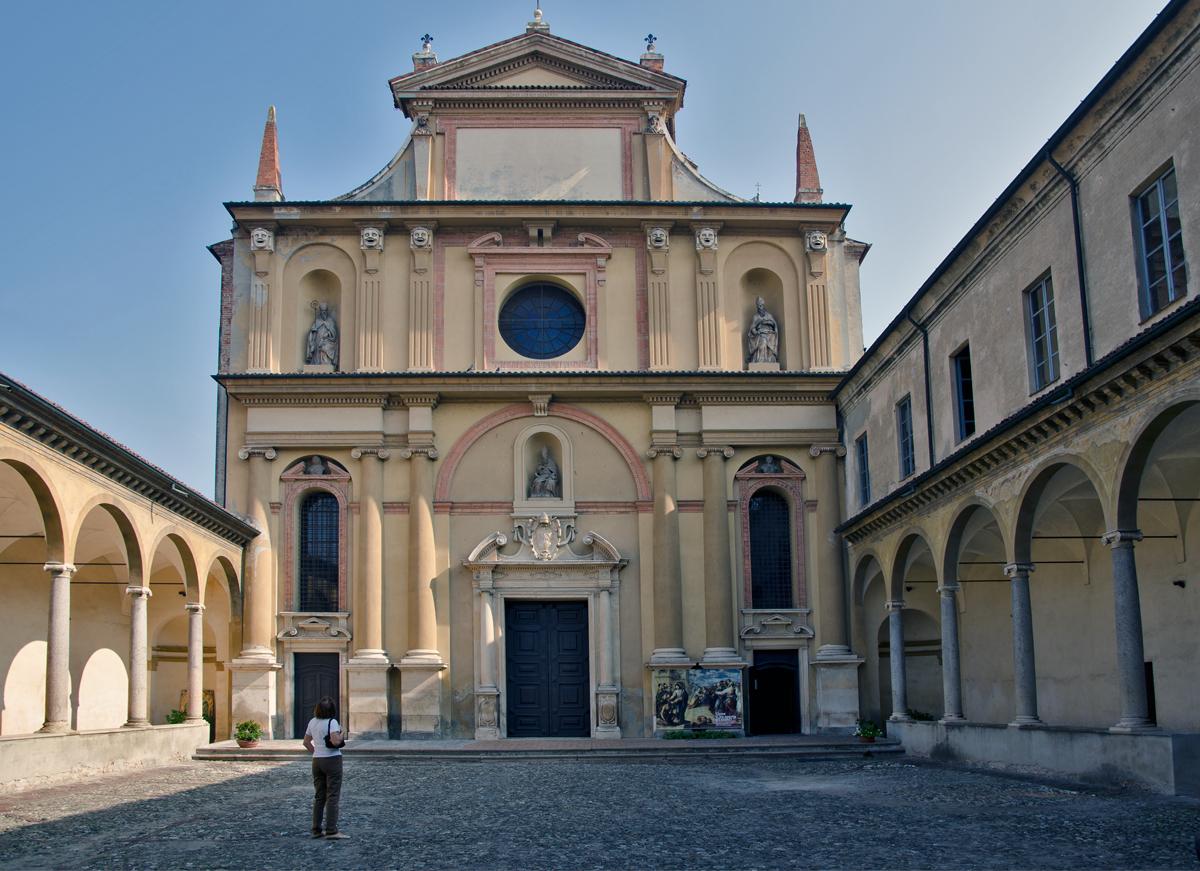
Церква святого Сікста, головний фасад, 1591 рік.

Церква святого Сікста (П'яченца) (італ. Chiesa di San Sisto (Piacenza)) —  католицька церква в місті П'яченца, для вівтаря котрої свого часу була створена Сікстинська Мадонна.

## Історія споруди
Виникнення первісного храму датують 852 роком. Воно було пов'язане із діяльністю монастиря сестер бенедиктинок. 874 року монастир отримав підтримку Ангельберги Ельзаської,  дружини  Людовика ІІ.
1129 року монастир передали ченцям-бенедиктинцям, переведеним сюди з Поліроне, містечка неподалік Мантуї.
Наприкінці 15 ст. монастирський храм розібрали. На його місці розпочали будівництво нового храму, за вимогами він мав бути того х розміру, що й старовинний. Будівництво розпочали і в нині існуючому храмі постали вісім колон з граніту. Будівництво перервали заради створення більшого за розмірами храму, проект котрого створив архітектор Алессіо Трамелло (бл. 1470 - 1528).  Вісім створених колон вбудували в інтер'єр нової церкви, вони підтримують склепіння нави. Начерно будівництво закінчили 1511 року.
Приблизно тоді ж папський художник Рафаель Санті отримав замову на створення вівтарної картини для нової церкви. Замовником був папа римський з роду делла Ровере (іт.«дуб»), тому на одязі папи Сікста в картині вишито дубове листя та жолуді. 1754 року ченці монастиря, що мали проблеми в грошах, наважились продати вівтарну картину в колекцію саксонського курфюрста і короля Польщі Августа ІІІ. На вівтарі розмістили копію роботи художника Пьєра Франческо Аванцині середини 18 ст.
Місто мало драматичну історію, як і вся північна Італія. За наказом нових французьких загарбників 1810 року монастир був ліквідований, а його приміщення віддали під казарми наполеонівських вояків. Церкву не чіпали, але її перетворили на казарму, що убергло фрески і релігійні картини.

## Опис церкви
За типом це тринавна базиліка. Збільшення храму за проектом архітектора Алессіо Трамелло призвело до появи не одного, а двох трансептів. Церква первісно стояла без декорованого головного фасаду, котрий створили лише 1591 року. Портал храму з граниту створили 16 року. Довжина храму — 65, а ширина 35 метрів. Під церквою розташували велику крипту. Створені два середхрестя перекриті куполами, котрих теж два. Головна нава має напівциркульне склепіння, прикрашеного кесонами. 
Фасад церкви ремонтували 1755 року, а реставрували у 1969 року.

## Скарби мистецтва в храмі

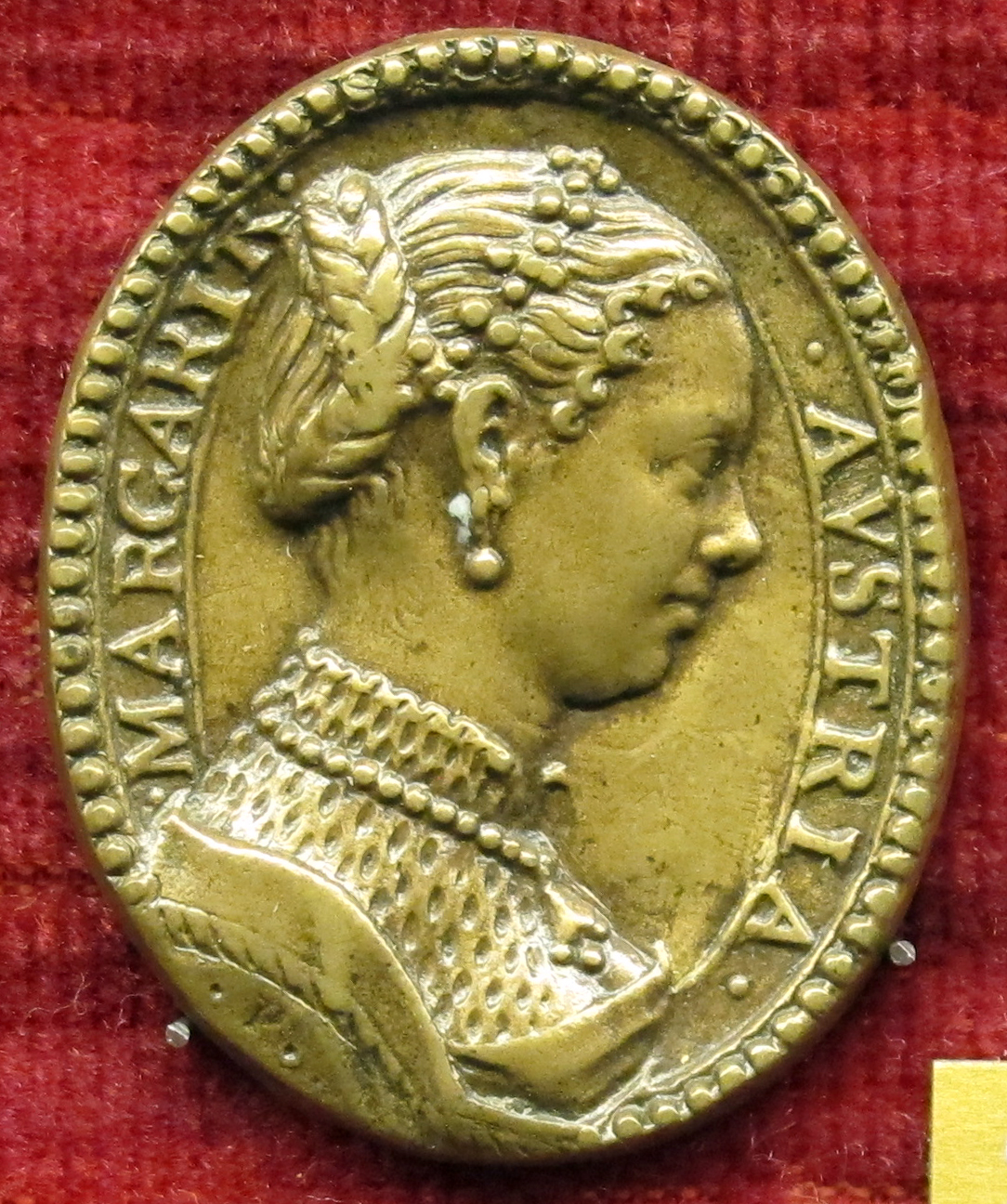
Медальєр Пасторино де Пасторині. Медальйон з профілем Маргарити Пармської, 16 ст.

- перша каплиця праворуч — вівтарна картина «свв. Мауро та Бенедикт » (худ. Гервасіо Гатті)
- третя каплиця праворуч — два вівтарних образа «Мадонна» (худ. Себастьяно Новеллі) та «Св. Єронім» (худ. Антоніо Кампі, бл. 1522 – 1587)
- четверта каплиця праворуч — вівтарна картина « Мадонна з немовлям і святими » (худ. Камілло Прокаччіні, (1551-1629)
- апсида в трансепті праворуч — вівтарна картина «Мучеництво св. Варвари» (худ. Якопо Пальма молодший)
- вівтарна картина «Мучеництво св. Лаврентія»(худ. Джованні Баттиста Піттоні)
- друга каплиця ліворуч — «Св. Єронім і янгол» (худ. Джузеппе Нуволоне,  1619 – 1703 ) та «Поклоніння пастухів немовляті Христу» (худ. Антоніо Кампі)
- четверта каплиця ліворуч — «Св. Іван Хреститель» (худ. Алессандро Маццола Бедолі)
- п'ята каплиця ліворуч — «св.. Маргарита та Гертруда» (худ. Джованні Баттіста Тальясаккі)
- в церкві збережений художній надгробок іспанської принцеси Маргарити Австрійської (або Маргарити Пармської), доньки імператора Карла V (архітектор і скульптор Сімоне Москіно доби маньєризму, що працював декотрий час в римській майстерні Мікеланджело Буонарроті ).

## Обрані фото

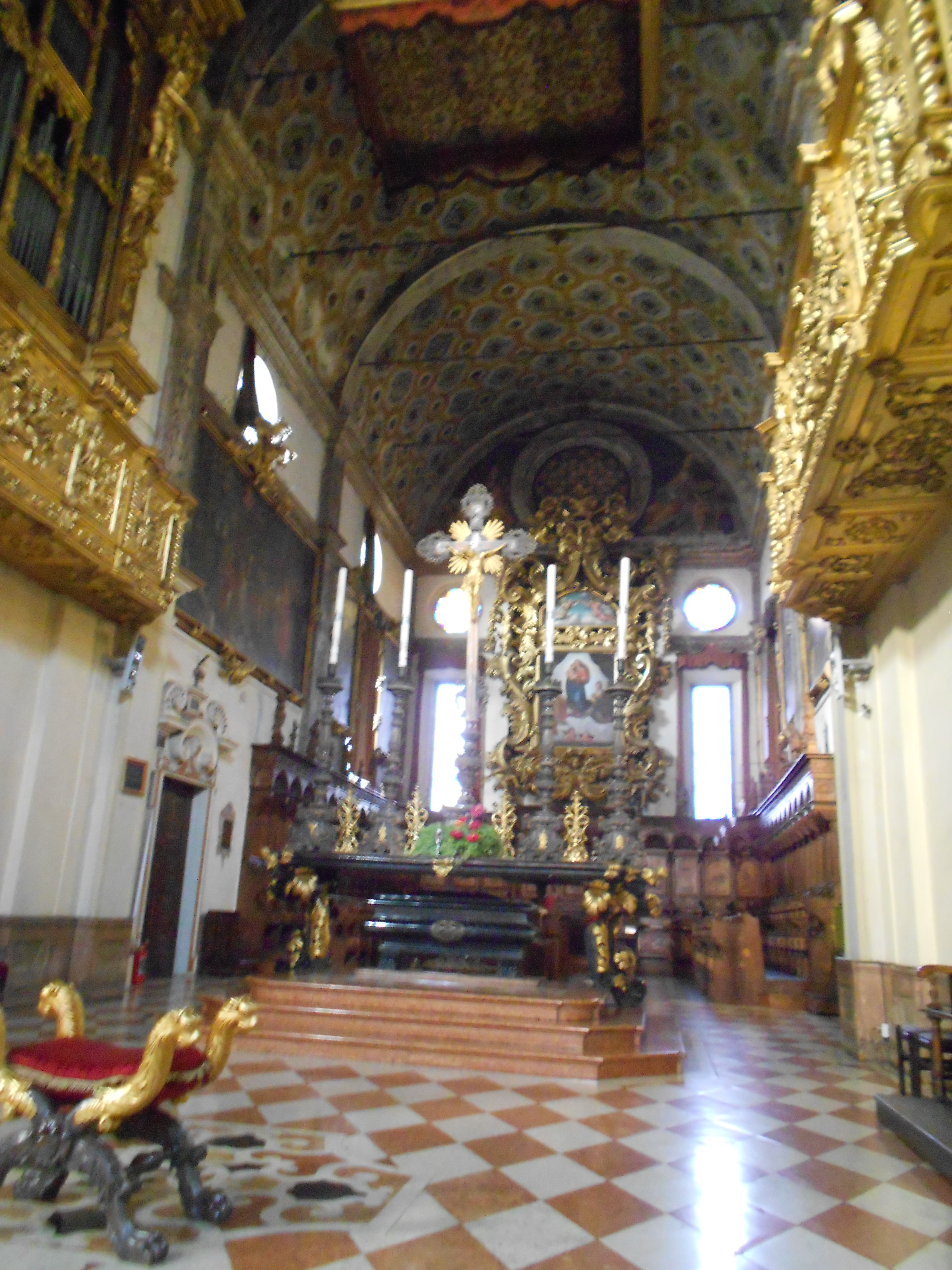
Церква святого Сікста, головний вівтар.
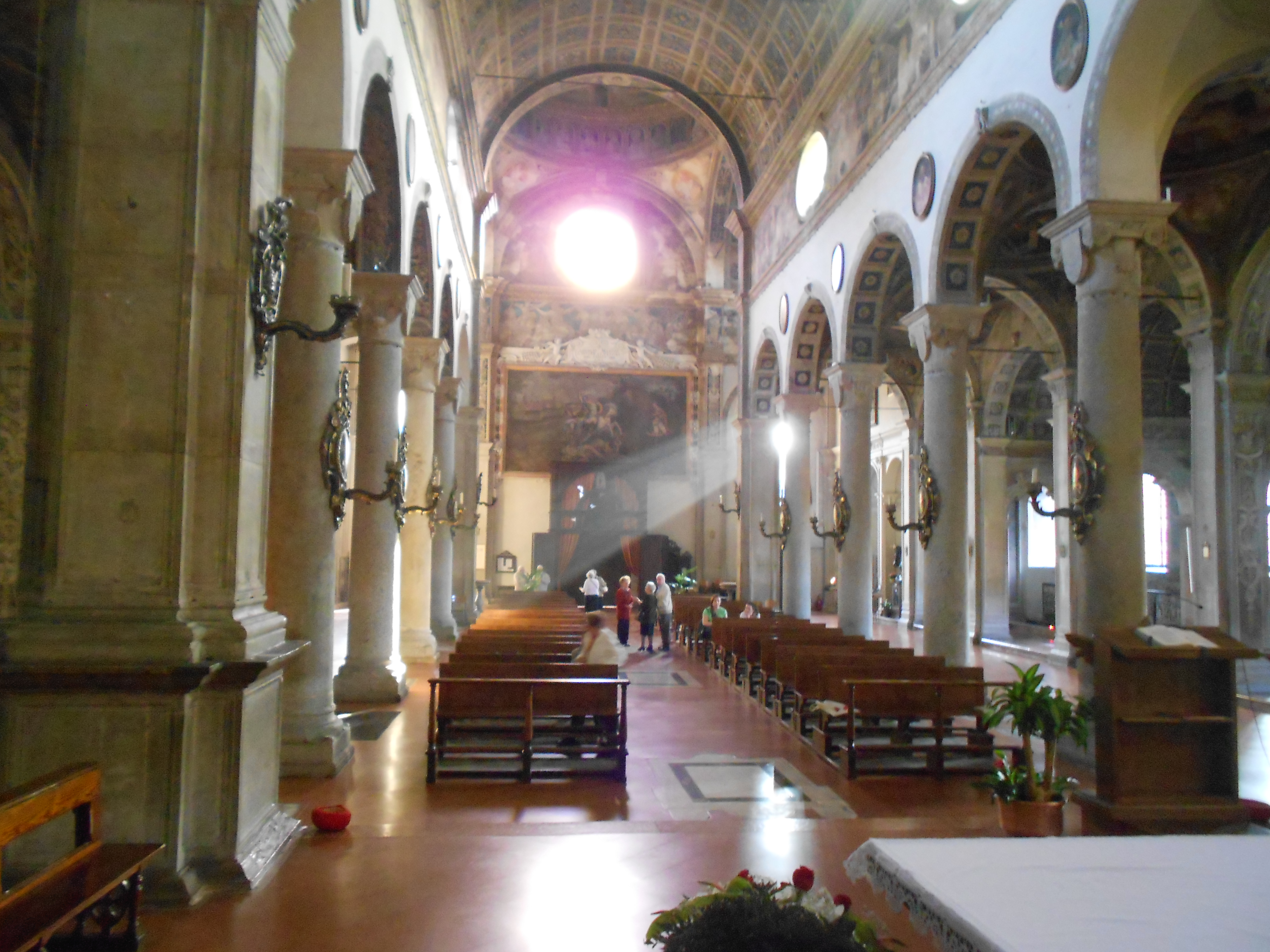
Церква святого Сікста, бічний вівтар
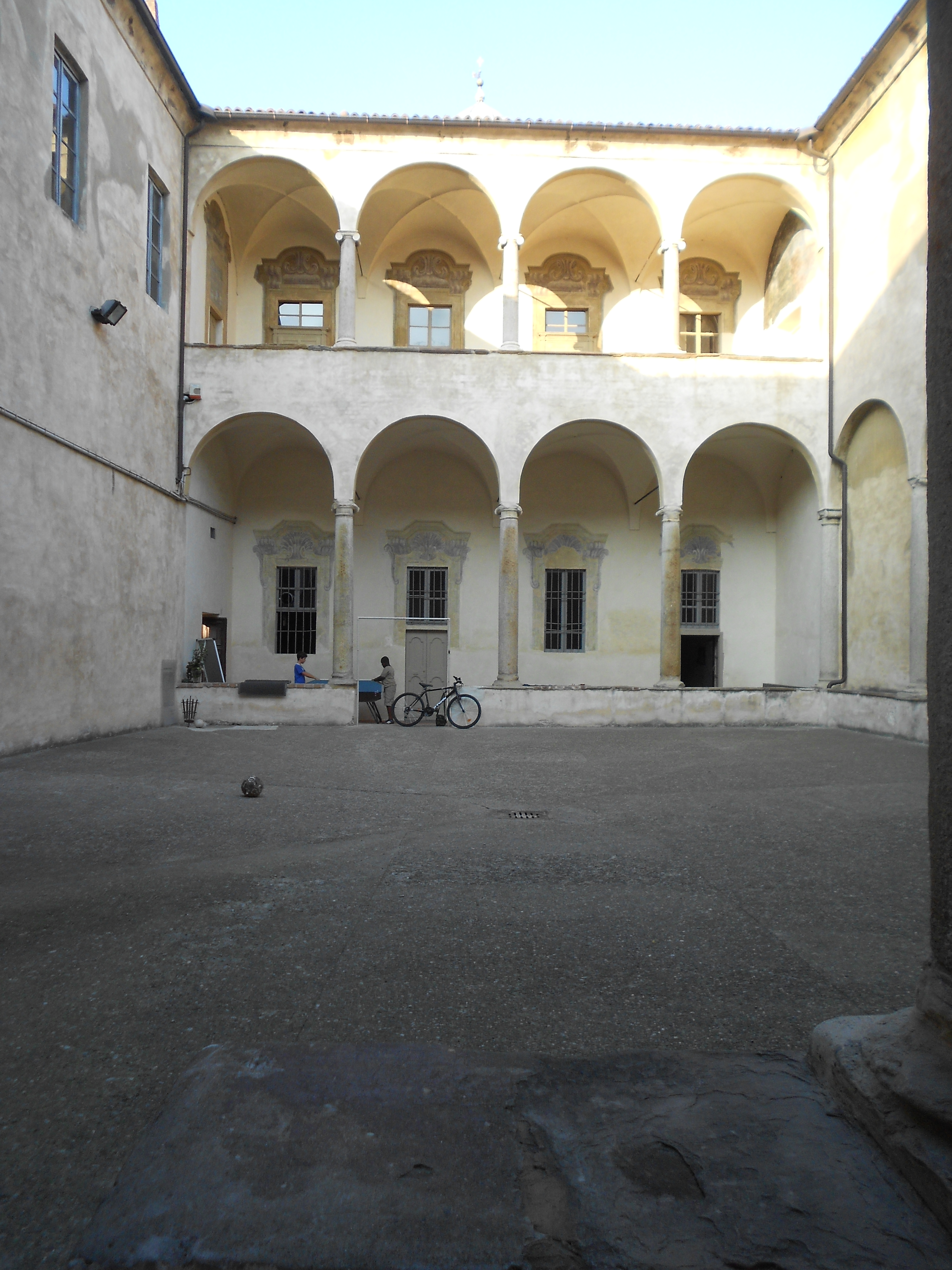
Дворик монастиря
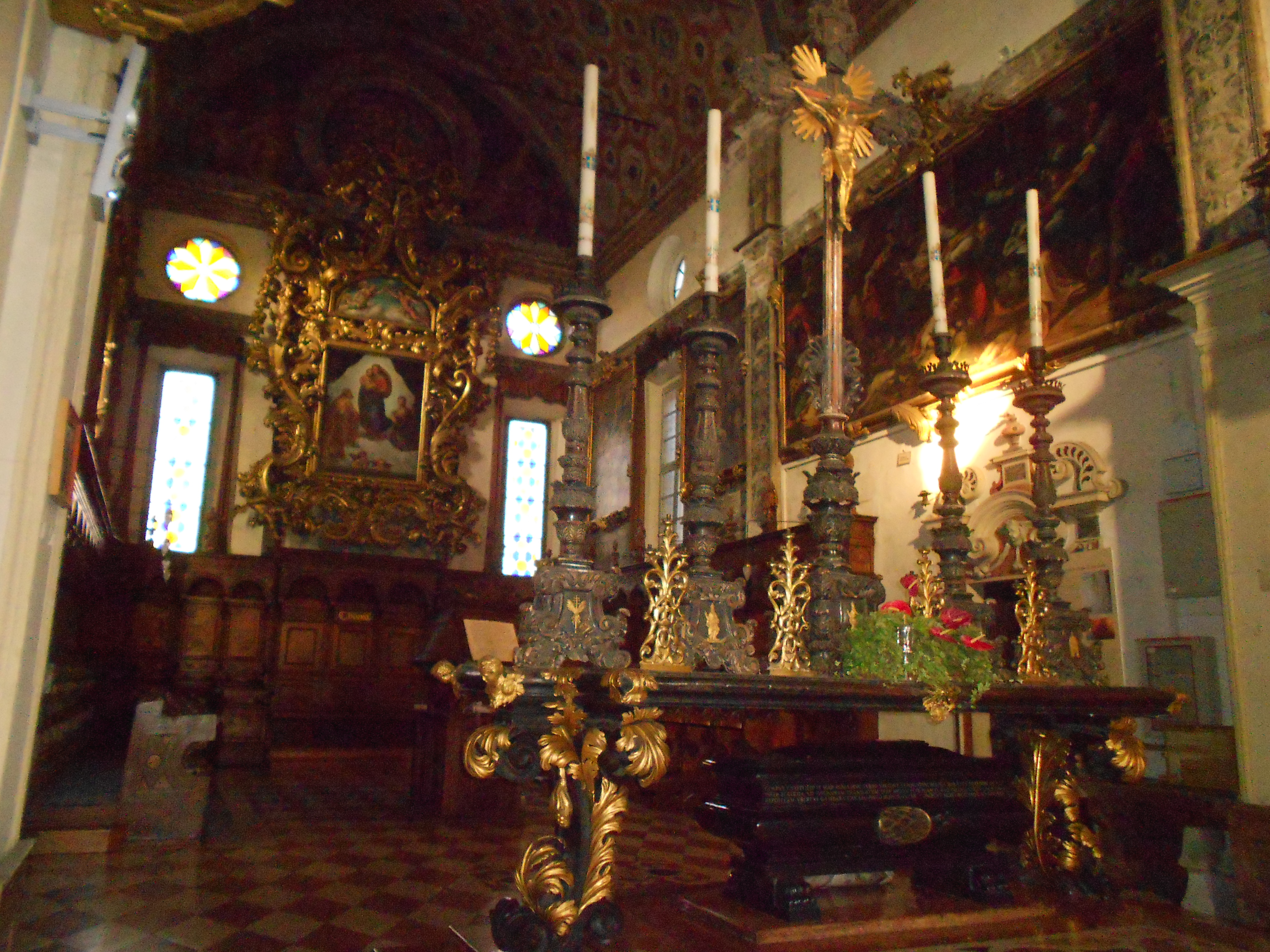
Головний вівтар з картиною, барокова рама 17 століття роботи Джованні Сатті.